# Trichonethes kosswigi
Trichonethes kosswigi är en kräftdjursart som beskrevs av Hans Strouhal 1953. Trichonethes kosswigi ingår i släktet Trichonethes och familjen Trichoniscidae. Inga underarter finns listade i Catalogue of Life.